# Malajzia a 2016. évi nyári olimpiai játékokon
Malajzia a brazíliai Rio de Janeiróban megrendezett 2016. évi nyári olimpiai játékok egyik részt vevő nemzete volt. Az országot az olimpián 10 sportágban 32 sportoló képviselte, akik összesen 5 érmet szereztek.

## Érmesek
| Érem  | Versenyző                         | Sportág      | Versenyszám              |
| ----- | --------------------------------- | ------------ | ------------------------ |
| Ezüst | Jun Hoong Cheong Pandelela Rinong | Műugrás      | Női szinkron toronyugrás |
| Ezüst | Lee Chong Wei                     | Tollaslabda  | Férfi egyes              |
| Ezüst | Goh V Shem Tan Wee Kiong          | Tollaslabda  | Férfi páros              |
| Ezüst | Chan Peng Soon Goh Liu Ying       | Tollaslabda  | Vegyes páros             |
| Bronz | Azizulhasni Awang                 | Kerékpározás | Férfi keirin             |

## Atlétika
Férfi
| Versenyző             | Versenyszám | Selejtező | Selejtező | Döntő    | Döntő    |
| Versenyző             | Versenyszám | Eredmény  | Helyezés  | Eredmény | Helyezés |
| --------------------- | ----------- | --------- | --------- | -------- | -------- |
| Nauraj Singh Randhawa | Magasugrás  | 226 cm    | 18.*      | kiesett  | kiesett  |

Női
| Versenyző                 | Versenyszám | Selejtező | Selejtező | Selejtező | Előfutam | Előfutam | Előfutam | Elődöntő | Elődöntő | Elődöntő | Döntő   | Döntő    |
| Versenyző                 | Versenyszám | Idő       | Hely.     | Össz.     | Idő      | Hely.    | Össz.    | Idő      | Hely.    | Össz.    | Idő     | Helyezés |
| ------------------------- | ----------- | --------- | --------- | --------- | -------- | -------- | -------- | -------- | -------- | -------- | ------- | -------- |
| Zaidatul Husniah Zulkifli | 100 m       | 12,12     | 3.        | 4.        | 12,62    | 8.       | 64.      | kiesett  | kiesett  | kiesett  | kiesett | kiesett  |

* - egy másik versenyzővel azonos eredményt ért el

## Golf
| Versenyző    | Versenyszám  | 1. forduló | 1. forduló | 2. forduló | 2. forduló | 3. forduló | 3. forduló | 4. forduló | 4. forduló | Összesen | Összesen | Összesen |
| Versenyző    | Versenyszám  | Pont       | Par        | Pont       | Par        | Pont       | Par        | Pont       | Par        | Pontszám | Par      | Helyezés |
| ------------ | ------------ | ---------- | ---------- | ---------- | ---------- | ---------- | ---------- | ---------- | ---------- | -------- | -------- | -------- |
| Danny Chia   | Férfi egyéni | 73         | +2         | 70         | −1         | 76         | +5         | 69         | −2         | 288      | +4       | 48.      |
| Gavin Green  | Férfi egyéni | 73         | +2         | 74         | +3         | 72         | +1         | 68         | −3         | 287      | +3       | 47.      |
| Michelle Koh | Női egyéni   | 79         | +8         | 71         | 0          | 76         | +5         | 82         | +11        | 308      | +24      | 58.      |
| Kelly Tan    | Női egyéni   | 78         | +7         | 70         | −1         | 76         | +5         | 73         | +2         | 297      | +13      | 51.      |

## Íjászat
Férfi
| Versenyző                                                        | Versenyszám | Selejtező | Selejtező | 64-es főtábla                           | 32-es főtábla                  | Nyolcaddöntő                                                                           | Negyeddöntő       | Elődöntő          | Döntő             | Helyezés |
| Versenyző                                                        | Versenyszám | Pont      | Kiemelés  | Ellenfél Eredmény                       | Ellenfél Eredmény              | Ellenfél Eredmény                                                                      | Ellenfél Eredmény | Ellenfél Eredmény | Ellenfél Eredmény | Helyezés |
| ---------------------------------------------------------------- | ----------- | --------- | --------- | --------------------------------------- | ------------------------------ | -------------------------------------------------------------------------------------- | ----------------- | ----------------- | ----------------- | -------- |
| Kamaruddin Haziq                                                 | Egyéni      | 645       | 50.       | Zach Garrett (USA)(15.) · 0-6           | kiesett                        | kiesett                                                                                | kiesett           | kiesett           | kiesett           | 33.      |
| Mohamad Khairul Anuar                                            | Egyéni      | 665       | 22.       | Andrés Pila (COL)(43.) · 6-0            | Florian Floto (GER)(11.) · 4-6 | kiesett                                                                                | kiesett           | kiesett           | kiesett           | 17.      |
| Muhammad Akmal Nor Hasrin                                        | Egyéni      | 635       | 55.       | Juan Ignacio Rodríguez (ESP)(10.) · 0-6 | kiesett                        | kiesett                                                                                | kiesett           | kiesett           | kiesett           | 33.      |
| Kamaruddin Haziq Mohamad Khairul Anuar Muhammad Akmal Nor Hasrin | Csapat      | 1945      | 12.       |                                         |                                | Franciaország (FRA) · Lucas Daniel · Pierre Plihon · Jean-Charles Valladont (5.) · 2–6 | kiesett           | kiesett           | kiesett           | 9.       |

## Kerékpározás

### Pálya-kerékpározás
Sprintversenyek
| Versenyző       | Versenyszám | Selejtező | Selejtező | 1. forduló           | Vigaszág               | Vigaszág | 2. forduló           | Vigaszág               | Vigaszág | 9–12. helyért          | 9–12. helyért | Negyeddöntő          | 5–8. helyért           | 5–8. helyért | Elődöntő             | Döntő                | Helyezés |
| Versenyző       | Versenyszám | Idő       | Hely.     | Ellenfél Győztes idő | Ellenfelek Győztes idő | Hely.    | Ellenfél Győztes idő | Ellenfelek Győztes idő | Hely.    | Ellenfelek Győztes idő | Hely.         | Ellenfél Győztes idő | Ellenfelek Győztes idő | Hely.        | Ellenfél Győztes idő | Ellenfél Győztes idő | Helyezés |
| --------------- | ----------- | --------- | --------- | -------------------- | ---------------------- | -------- | -------------------- | ---------------------- | -------- | ---------------------- | ------------- | -------------------- | ---------------------- | ------------ | -------------------- | -------------------- | -------- |
| Fatehah Mustapa | Női egyéni  | 11,207    | 21.       | kiesett              | kiesett                | kiesett  | kiesett              | kiesett                | kiesett  | kiesett                | kiesett       | kiesett              | kiesett                | kiesett      | kiesett              | kiesett              | 21.      |

Keirin
| Versenyző         | Versenyszám | 1. forduló | Vigaszág | 2. forduló | 7–12. helyért | Döntő    | Helyezés |
| Versenyző         | Versenyszám | Helyezés   | Helyezés | Helyezés   | Helyezés      | Helyezés | Helyezés |
| ----------------- | ----------- | ---------- | -------- | ---------- | ------------- | -------- | -------- |
| Azizulhasni Awang | Férfi       | 5.         | 1.       | 3.         |               | 3.       |          |

## Műugrás
Férfi
| Versenyző          | Versenyszám        | Selejtező | Selejtező | Elődöntő | Elődöntő | Döntő   | Döntő    |
| Versenyző          | Versenyszám        | Pont      | Helyezés  | Pont     | Helyezés | Pont    | Helyezés |
| ------------------ | ------------------ | --------- | --------- | -------- | -------- | ------- | -------- |
| Ahmad Amsyar Azman | Egyéni műugrás     | 341,70    | 29.       | kiesett  | kiesett  | kiesett | kiesett  |
| Ooi Tze Liang      | Egyéni toronyugrás | 379,50    | 22.       | kiesett  | kiesett  | kiesett | kiesett  |

Női
| Versenyző                           | Versenyszám          | Selejtező | Selejtező | Elődöntő | Elődöntő | Döntő   | Döntő    |
| Versenyző                           | Versenyszám          | Pont      | Helyezés  | Pont     | Helyezés | Pont    | Helyezés |
| ----------------------------------- | -------------------- | --------- | --------- | -------- | -------- | ------- | -------- |
| Jun Hoong Cheong                    | Egyéni műugrás       | 282,25    | 21.       | kiesett  | kiesett  | kiesett | kiesett  |
| Ng Yan Yee                          | Egyéni műugrás       | 299,05    | 17.       | 324,75   | 5.       | 306,60  | 10.      |
| Nur Dhabitah Sabri                  | Egyéni toronyugrás   | 325,85    | 8.        | 307,65   | 11.      | 338,00  | 9.       |
| Pandelela Rinong                    | Egyéni toronyugrás   | 332,45    | 6.        | 336,95   | 6.       | 330,45  | 11.      |
| Jun Hoong Cheong Nur Dhabitah Sabri | Szinkron műugrás     |           |           |          |          | 293,40  | 5.       |
| Jun Hoong Cheong Pandelela Rinong   | Szinkron toronyugrás |           |           |          |          | 344,34  |          |

## Sportlövészet
Férfi
| Versenyző      | Versenyszám    | Selejtező | Selejtező | Döntő   | Döntő    |
| Versenyző      | Versenyszám    | Pont      | Helyezés  | Pont    | Helyezés |
| -------------- | -------------- | --------- | --------- | ------- | -------- |
| Johnathan Wong | Légpisztoly    | 574       | 28.       | kiesett | kiesett  |
| Johnathan Wong | Szabadpisztoly | 535       | 37.       | kiesett | kiesett  |

## Súlyemelés
Férfi
| Versenyző              | Versenyszám | Szakítás | Szakítás | Lökés    | Lökés    | Összesen | Helyezés |
| Versenyző              | Versenyszám | Eredmény | Helyezés | Eredmény | Helyezés | Összesen | Helyezés |
| ---------------------- | ----------- | -------- | -------- | -------- | -------- | -------- | -------- |
| Mohd Hafifi Bin Mansor | 69 kg       | 140      | 14.      | 176      | 11.      | 316      | 12.      |

## Tollaslabda
| Versenyző                   | Versenyszám  | Csoportkör | Csoportkör | Nyolcaddöntő      | Negyeddöntő                                                                                   | Elődöntő                                                           | Bronz- mérkőzés   | Döntő                                                                                | Helyezés |
| Versenyző                   | Versenyszám  | Ellenfél Eredmény | Hely.      | Ellenfél Eredmény | Ellenfél Eredmény                                                                             | Ellenfél Eredmény                                                  | Ellenfél Eredmény | Ellenfél Eredmény                                                                    | Helyezés |
| --------------------------- | ------------ | --- | ---------- | ----------------- | --------------------------------------------------------------------------------------------- | ------------------------------------------------------------------ | ----------------- | ------------------------------------------------------------------------------------ | -------- |
| Lee Chong Wei               | Férfi egyes  | A csoport · Soren Opti (SUR) · 21–2, 21–3 · Derek Wong (SIN) · 21–18, 21–8 | 1.         | erőnyerő          | Chou Tien-Chen (TPE) · 21–9, 21–15                                                            | Lin Tan (Lin Dan) (CHN) · 15–21, 21–11, 22–20                      |                   | Csen Lung (Chen Long) (CHN) · 18–21, 18–21                                           |          |
| Goh V Shem Tan Wee Kiong    | Férfi páros  | B csoport · Németország (GER) · Michael Fuchs · Johannes Schöttler · 21–14, 21–17 · Egyesült Államok (USA) · Phillip Chew · Sattawat Pongnairat · 21–12, 21–10 · Kína (CHN) · Fu Haj-feng (Fu Hai-feng) · Csang Nan (Zhang Nan) · 16–21, 21–15, 21–18 | 1.         |                   | Dél-Korea (KOR) · I Jongde (Lee Yong-dae) · Ju Jonszong (Yu Yeon-seong) · 17–21, 21–18, 21–19 | Kína (CHN) · Chai Biao · Hong Wei · 21–18, 12–21, 21–17            |                   | Kína (CHN) · Fu Haj-feng (Fu Hai-feng) · Csang Nan (Zhang Nan) · 21–16, 11–21, 21–23 |          |
| Tee Jing Yi                 | Női egyes    | K csoport · Kristína Gavnholt (CZE) · 22–20, 21–15 · Akane Yamaguchi (JPN) · 18–21, 5–21 | 2.         | kiesett           | kiesett                                                                                       | kiesett                                                            | kiesett           | kiesett                                                                              | 14.      |
| Vivian Hoo Woon Khe Wei     | Női páros    | C csoport · Nagy-Britannia (GBR) · Heather Olver · Lauren Smith · 21–17, 24–22 · Hongkong (HKG) · Poon Lok Yan · Tse Ying Suet · 21–15, 21–13 · Indonézia (INA) · Nitya Krishinda Maheswari · Greysia Polii · 19–21, 19–21                            | 2.         |                   | Japán (JPN) · Macutomo Miszaki · Takahasi Ajaka · 16–21, 21–18, 19–21                         | kiesett                                                            | kiesett           | kiesett                                                                              | 5.       |
| Chan Peng Soon Goh Liu Ying | Vegyes páros | C csoport · Thaiföld (THA) · Savitree Amitrapai · Bodin Isara · 21–13, 21–19 · Ausztrália (AUS) · Leanne Choo · Robin Middleton · 21–17, 21–15 · Indonézia (INA) · Tontowi Ahmad · Lilyana Natsir · 15–21, 11–21                                      | 2.         |                   | Lengyelország (POL) · Nadieżda Kostiuczyk · Robert Mateusiak · 21–17, 21–10                   | Kína (CHN) · Hszü Csen (Xu Chen) · Ma Csin (Ma Jin) · 21–12, 21–19 |                   | Indonézia (INA) · Tontowi Ahmad · Lilyana Natsir · 14–21, 12–21                      |          |

## Úszás
Férfi
| Versenyző  | Versenyszám  | Előfutam | Előfutam | Előfutam | Elődöntő | Elődöntő | Elődöntő | Döntő   | Döntő    |
| Versenyző  | Versenyszám  | Idő      | Hely.    | Össz.    | Idő      | Hely.    | Össz.    | Idő     | Helyezés |
| ---------- | ------------ | -------- | -------- | -------- | -------- | -------- | -------- | ------- | -------- |
| Welson Sim | 200 m gyors  | 1:47,67  | 6.       | 26.      | kiesett  | kiesett  | kiesett  | kiesett | kiesett  |
| Welson Sim | 400 m gyors  | 3:51,57  | 3.       | 34.      |          |          |          | kiesett | kiesett  |
| Welson Sim | 1500 m gyors | 15:32,63 | 4.       | 39.      |          |          |          | kiesett | kiesett  |

Női
| Versenyző    | Versenyszám      | Előfutam | Előfutam | Előfutam | Elődöntő | Elődöntő | Elődöntő | Döntő     | Döntő    |
| Versenyző    | Versenyszám      | Idő      | Hely.    | Össz.    | Idő      | Hely.    | Össz.    | Idő       | Helyezés |
| ------------ | ---------------- | -------- | -------- | -------- | -------- | -------- | -------- | --------- | -------- |
| Jinq En Phee | 100 m mell       | 1:10,22  | 2.       | 33.      | kiesett  | kiesett  | kiesett  | kiesett   | kiesett  |
| Heidi Gan    | 10 km nyílt vízi |          |          |          |          |          |          | 1:59:07,9 | 21.      |

## Vitorlázás
Férfi
| Versenyző                | Versenyszám | Futam | Futam | Futam | Futam | Futam | Futam | Futam | Futam | Futam | Futam | Futam   | Pontszám | Helyezés |
| Versenyző                | Versenyszám | 1     | 2     | 3     | 4     | 5     | 6     | 7     | 8     | 9     | 10    | É       | Pontszám | Helyezés |
| ------------------------ | ----------- | ----- | ----- | ----- | ----- | ----- | ----- | ----- | ----- | ----- | ----- | ------- | -------- | -------- |
| Khairulnizam Mohd Afendy | Laser       | 38    | 33    | 40    | 33    | 20    | 21    | (47)  | 37    | 31    | 28    | kiesett | 281      | 35.      |

Női
| Versenyző                 | Versenyszám  | Futam | Futam | Futam | Futam | Futam | Futam | Futam | Futam | Futam | Futam | Futam   | Pontszám | Helyezés |
| Versenyző                 | Versenyszám  | 1     | 2     | 3     | 4     | 5     | 6     | 7     | 8     | 9     | 10    | É       | Pontszám | Helyezés |
| ------------------------- | ------------ | ----- | ----- | ----- | ----- | ----- | ----- | ----- | ----- | ----- | ----- | ------- | -------- | -------- |
| Nur Shazrin Mohamad Latif | Laser radial | 26    | 33    | 33    | 30    | 33    | (35)  | 31    | 26    | 29    | 33    | kiesett | 274      | 33.      |